# Déborah François

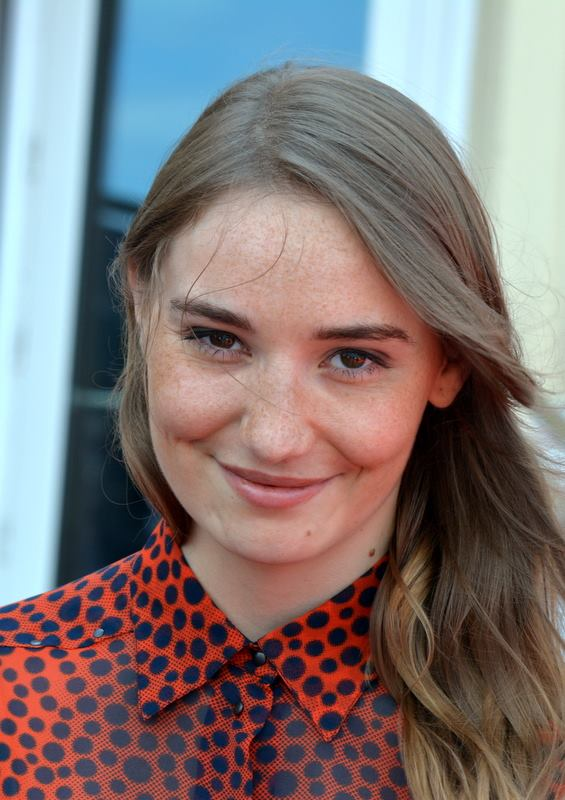
Déborah François in 2014

Déborah François (Luik, 24 mei 1987) is een Waalse actrice. Ze won onder meer in 2006 de Plateauprijs als 'Beste Belgische actrice 2005' met haar rol in L'enfant en won in 2009 een César voor haar rol in Le premier jour du reste de ta vie.
In 2006 en 2007 werd ze bij de Césars genomineerd als beste jong vrouwelijk talent (Meilleur jeune espoir féminin) voor haar rollen in L'Enfant en La tourneuse de pages. In 2007 kreeg ze de Prix Suzanne-Bianchetti. In 2009 werd ze bij de uitreiking van de Césars een derde maal voor de categorie Meilleur jeune espoir féminin genomineerd en deze maal gelauwerd met een César voor haar rol in Le Premier Jour du reste de ta vie. Ook in 2009 kreeg ze de Prix Romy Schneider.
In L'enfant speelt François de jonge moeder Sonia wier kind verkocht werd. In La tourneuse de pages is ze Mélanie, een eerst bekoeieneerde en later op wraak beluste jonge pianiste. In Le Premier Jour du reste de ta vie is ze Fleur, een van de kinderen in het gezin Duval. In My Queen Karo is ze Dalia, de eerder burgerlijke en bedrogen moeder van Karo.

## Films
- L'enfant (2005)
- La tourneuse de pages (2006)
- Les fourmis rouges (2007)
- L'été indien (2007)
- Le premier jour du reste de ta vie (2008)
- Unmade Beds (2009)
- Fais-moi plaisir! (2009)
- My Queen Karo (2009)
- Memories Corner (2010)
- Mes chères études (2010)
- Le Moine (2011)
- Les Tribulations d'une caissière (2011)
- Populaire (2012)
- Ma famille t'adore déjà! (2016)
- El practicante (2020)

- Bibsys: 7008524
- Biblioteca Nacional de España: XX4858179
- Bibliothèque nationale de France: cb15096272k (data)
- Catàleg d'autoritats de noms i títols de Catalunya: 981058507784406706
- Gemeinsame Normdatei: 14357521X
- International Standard Name Identifier: 0000 0001 2142 3895
- Library of Congress Control Number: no2006119245
- Nationale Bibliotheek van Tsjechië: xx0095175
- Nationale Bibliotheek van Israël: 987007414025305171
- Nederlandse Thesaurus van Auteursnamen: 31602516X
- Système universitaire de documentation: 104497319
- Virtual International Authority File: 86425579
- WorldCat: E39PBJymxYfgB8qxjW6MGm3mh3